# Irish + London Tour
L'U2-3 London Tour è stato il secondo tour del gruppo rock irlandese degli U2 tenutosi nel 1979, dopo l'uscita del loro EP Three. Il tour consisteva in 11 concerti nella città inglese di Londra.

## Date del tour[1]
| №  | Data             | Città  | Nazione     | Luogo                         |
| -- | ---------------- | ------ | ----------- | ----------------------------- |
| 1  | 1º dicembre 1979 | Londra | Inghilterra | Moolight Club, West Hampstead |
| 2  | 2 dicembre 1979  | Londra | Inghilterra | Nashville Rooms, Earls Court  |
| 3  | 3 dicembre 1979  | Londra | Inghilterra | 100 Club, Clapham             |
| 4  | 4 dicembre 1979  | Londra | Inghilterra | Hope & Anchor, Islington      |
| 5  | 5 dicembre 1979  | Londra | Inghilterra | Rock Garden, Covent Garden    |
| 6  | 7 dicembre 1979  | Londra | Inghilterra | Electric Ballroom, Camden     |
| 7  | 8 dicembre 1979  | Londra | Inghilterra | Electric Ballroom, Camden     |
| 8  | 10 dicembre 1979 | Londra | Inghilterra | Moonlight Club                |
| 9  | 11 dicembre 1979 | Londra | Inghilterra | Bridge House, Canning Town    |
| 10 | 14 dicembre 1979 | Londra | Inghilterra | Dingwalls, Camden             |
| 11 | 15 dicembre 1979 | Londra | Inghilterra | Windsor Castle, Harrow Road   |